# أرييل لوبيز (لاعب كرة قدم)
أرييل لوبيز (بالإسبانية: Ariel López)‏ هو لاعب كرة قدم أرجنتيني في مركز الهجوم، ولد في 1 يوليو 2000 في Villa Ortúzar ‏ في الأرجنتين. لعب مع تشاكاريتا جيونيورز.

## وصلات خارجية
- أرييل لوبيز (لاعب كرة قدم) على موقع قاعدة بيانات كرة القدم.إي يو (الإنجليزية)
- أرييل لوبيز (لاعب كرة قدم) على موقع Soccerway.com (الإنجليزية)